# Jean-Pierre Cortot

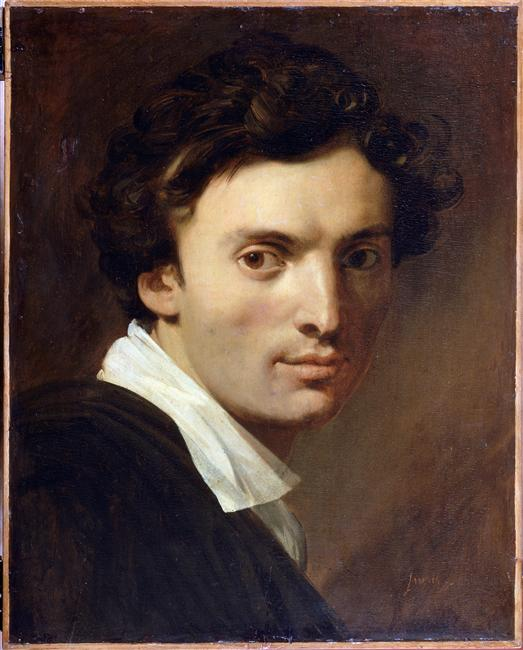
Jean-Pierre Cortot, gemalt 1815 von Ingres

Jean-Pierre Cortot (* 20. August 1787 in Paris; † 12. August 1843 ebenda) war ein französischer Bildhauer.
Cortot studierte an der Académie des Beaux-Arts und gewann 1806 den zweiten und 1809 den ersten Preis des Prix de Rome. 1810 erhielt er den Prix de la tête d‘expression. Cortot lebte und arbeitete mehrere Jahre in Rom, wo er auch Staatsaufträge für Napoleon und Louis XVIII ausführte. 1819 kehrte er nach Paris zurück und wurde 1825 Professor an der École des Beaux-Arts. Cortot war einer der erfolgreichsten Bildhauer der Restauration und Julimonarchie. Sein Hauptwerk ist das 1833 fertiggestellte Relief L'Apothéose de Napoléon Ier (Le Triomphe de 1810) am Arc de Triomphe in Paris.

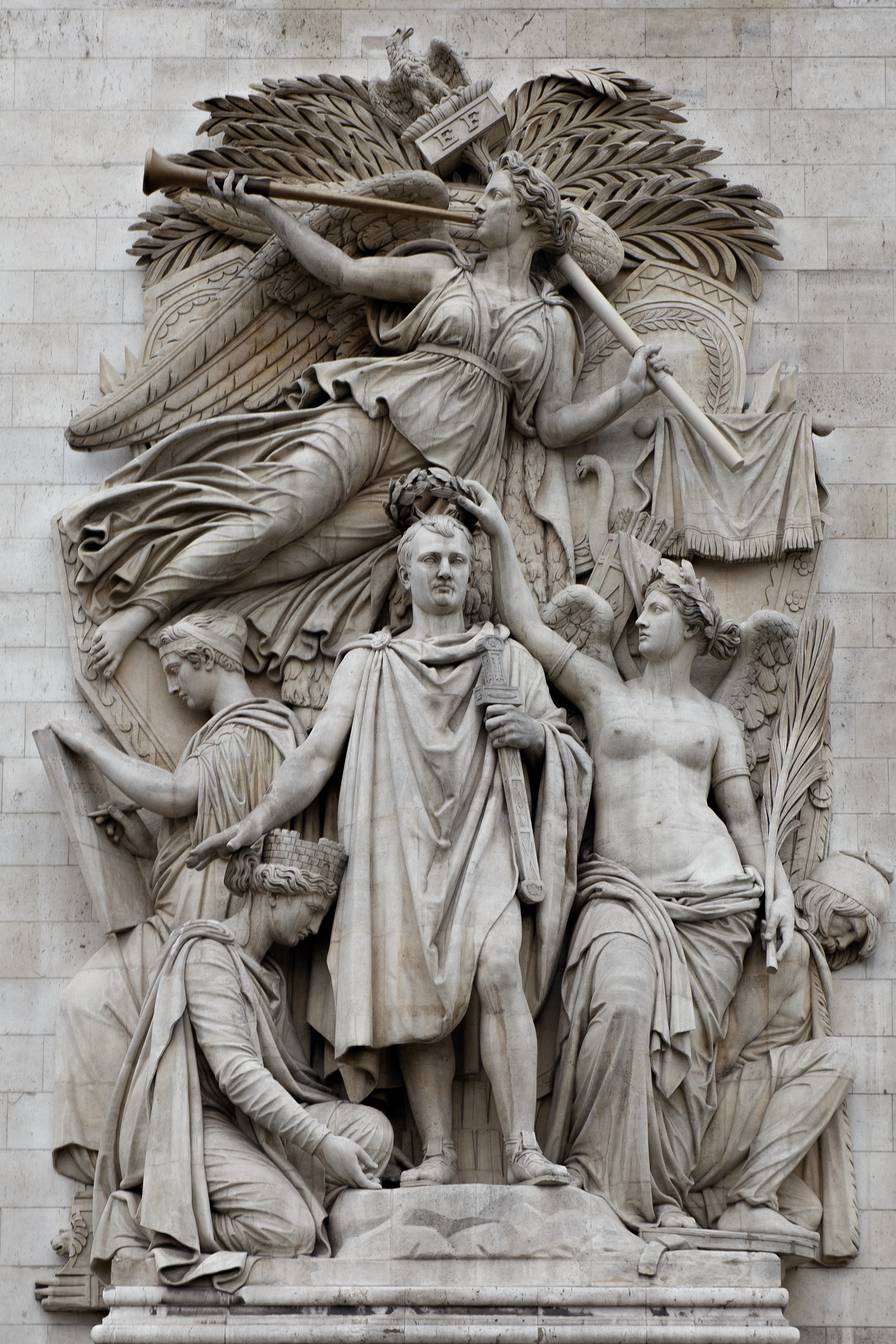
Der Triumph Napoleons 1810

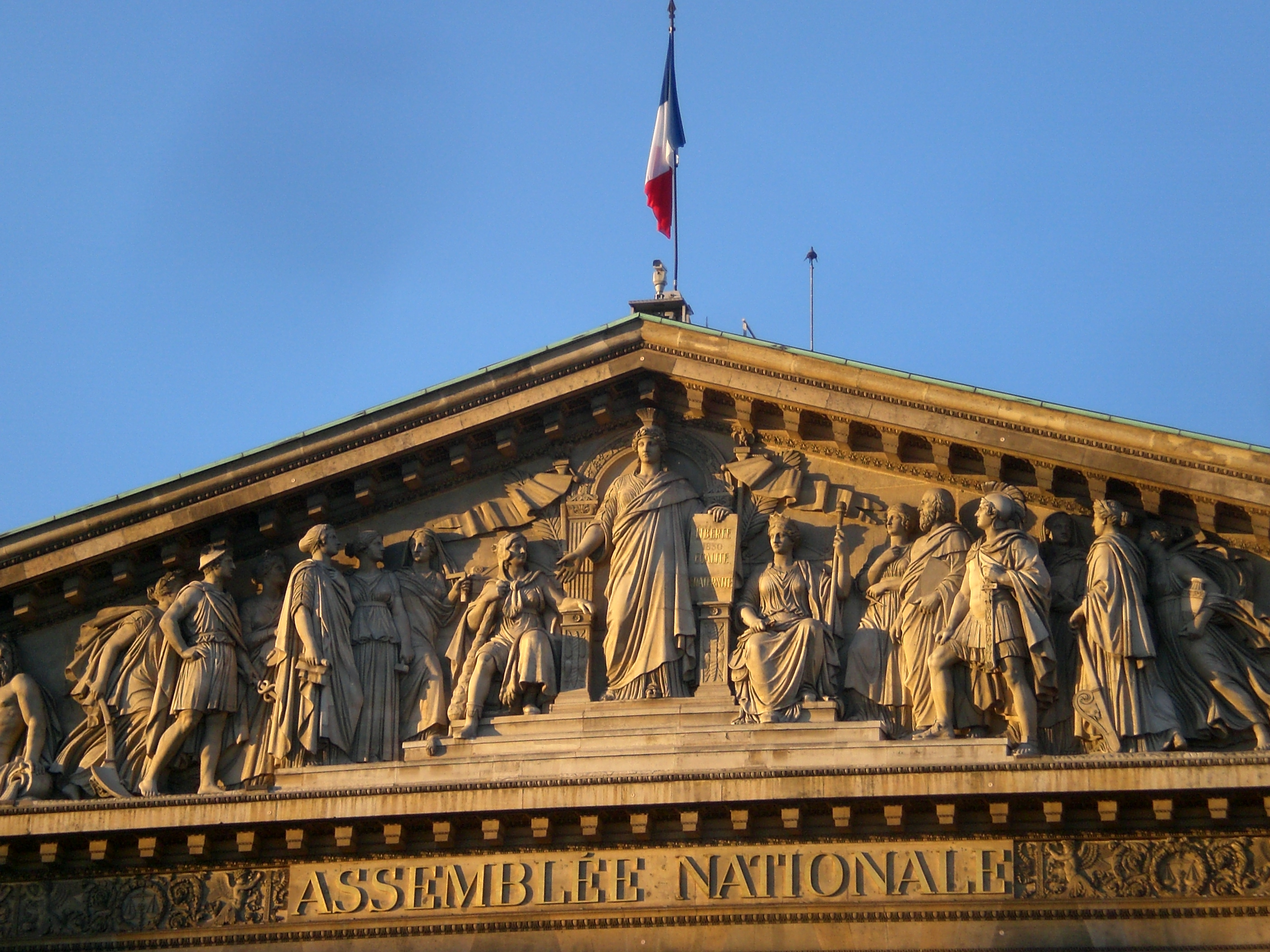
Giebelrelief am Palais Bourbon

## Werke (Auswahl)
- 1836: Zwei allegorische Figuren am Place de la Concorde: La Ville de Rouen und La Ville de Brest
- 1841: Giebelrelief am Palais Bourbon (Assemblée Nationale)